# Walentyn Lapa
Walentyn Hryhorowytsch Lapa (ukrainisch Валентин Григорович Лапа; * 2. Oktober 1939 in Kiew) ist ein ukrainisch-sowjetischer Informatiker und Mathematiker.
Lapa studierte am Polytechnikum in Kiew. Von 1961 bis 1963 war er am dortigen Forschungsinstitut für Gestaltung und von 1963 bis 1973 am Polytechnikum (Institut für Technologie). Danach war er an verschiedenen Instituten in Kiew, ab 1989 an der Handels- und Wirtschaftsuniversität. 1990 erhielt er einen Doktorgrad (entsprechend Habilitation) und 1993 wurde er Professor. 1999 ging er in den Ruhestand.
Mit Oleksij Iwachnenko entwickelte er die Group method of data handling (GMHD), einen Vorläufer von Techniken des Deep Learning. Die erste Veröffentlichung von beiden dazu erfolgte 1965.
Er war Experte für Kybernetik, auch mit Anwendungen in der Wirtschaft.

## Schriften (Auswahl)
- mit Iwachnenko: Cybernetics and Forecastings Techniques, New York: American Elsevier 1967
- Mathematische Grundlagen der Kybernetik, Kiew 1974 (Ukrainisch)
- Vorhersageverfahren und Vorhersagesysteme, Kiew 1980 (Ukrainisch)